# 元達
元 達（げん たつ、952年 - 993年）は、中国の北宋の軍人。本貫は洺州鶏沢県。

## 経歴
はじめの名は守旻といった。守旻の身長は8尺あまりで、膂力にすぐれた。農家の生まれであったが、耕作を嫌って他人まかせにした。任侠を気取って、酒びたりの生活を送った。あるとき酔って抜剣し、道端の槐の樹を斬りつけると、樹はまっぷたつになった。守旻は「李将軍が石の虎を射ると矢羽が突き立ったという話を聞いたことがあるが、いまわたしが樹をまっぷたつにしたのは、神の助けがあるのではないか」と喜んだ。そこで少年数十人を率いて反乱者となろうとしたが、郷里の父老のいさめを受けてひとたび取りやめた。ときに守旻は郡の夫役を開封に送る仕事をつとめたが、数舎進んだところでつとめを放り出し、夫役の男たちを扇動して反乱者となった。郡の追捕が派遣されたが、守旻が弓を引きしぼって待ちかまえると、追捕の者たちも近づこうとしなかった。山林の間に逃れて、郷里をおびやかした。
太宗趙光義が晋王であったとき、守旻は面会を求めてその幕下に属した。趙光義に従って園亭で弓射を習うと、最初は4発射ても当たらなかったが、そのうち連発するようになった。趙光義は喜んで、守旻の名を達に改めさせた。太宗が即位すると、元達は御龍直隊長に任じられた。雍熙元年（984年）、嬀州刺史に累進し、洺州団練使を兼ねた。州郡の逃亡者を開封に送ると、太宗の側近たちはかれらを殺すよう勧めた。元達は、かれらを赦して新たな生業につかせるべきであると、上奏した。太宗は元達の言に従って赦令を下した。端拱2年（989年）、侍衛歩軍都虞候に抜擢され、幽州刺史に任じられた。北面行営都部署をつとめ、京城巡検となった。淳化4年（993年）、死去した。享年は42。昭化軍節度の位を追贈された。

## 伝記資料
- 『宋史』巻275 列伝第34